# Grabe (Duitsland)
Grabe  is een dorp in de Duitse gemeente Mühlhausen in het Unstrut-Hainich-Kreis in Thüringen. Het dorp wordt voor het eerst genoemd in een oorkonde uit 997. Het bestaat uit twee delen: Kleingrabe en Großgrabe.
Tot 1994 was Grabe een zelfstandige gemeente. In dat jaar fuseerde het met drie andere gemeenten tot gemeente Weinbergen, die op 1 januari 2019 opging in de gemeente Mühlhausen.